# Betsaida

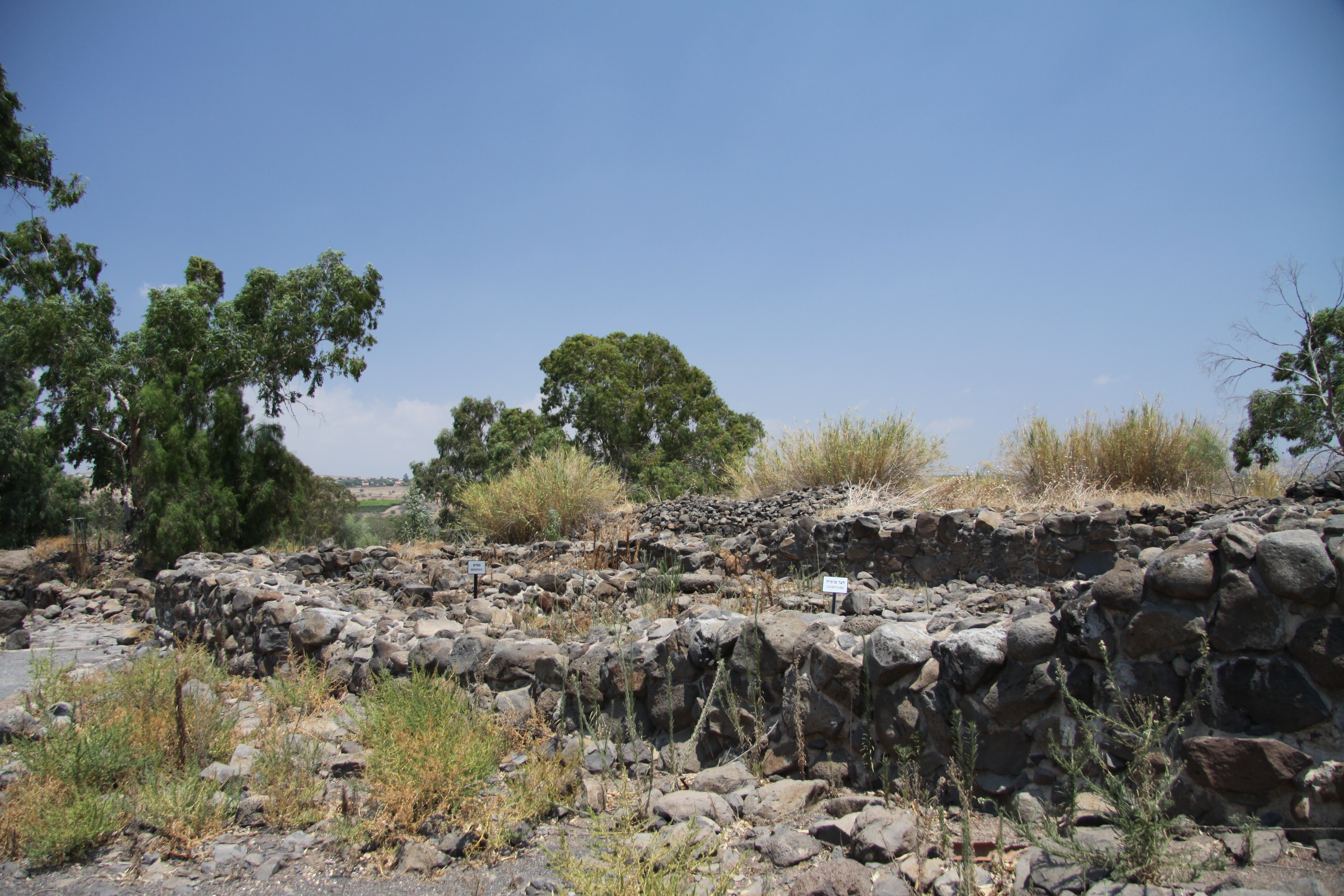
Betsaida

Betsaida (arameiska Bet sajeda, "fiskfångstens hus")  var en ort i det forna Palestina, vid Gennesaretsjöns norra strand. Härifrån kom enligt Johannesevangeliet (1:44) Jesu apostlar Petrus, Andreas och Filippos.